# Teorema fundamental da álgebra
Em matemática, o Teorema Fundamental da Álgebra afirma que qualquer polinômio {\displaystyle p(z)} com coeficientes complexos de uma variável e de grau {\displaystyle n\geq 1} possui alguma raiz complexa. Por outras palavras, o corpo dos números complexos é algebricamente fechado e, portanto, tal como com qualquer outro corpo algebricamente fechado, a equação {\displaystyle p(z)=0} tem {\displaystyle n} soluções não necessariamente distintas.

## História
Peter Rothe, no seu livro Arithmetica Philosophica publicado em 1608, escreveu que uma equação polinomial de grau {\displaystyle n} com coeficientes reais pode ter {\displaystyle n} soluções. Albert Girard no seu livro L'invention nouvelle en l'Algèbre publicado em 1629, afirmou que uma equação polinomial de grau {\displaystyle n} tem {\displaystyle a} soluções, mas não disse que tais soluções eram necessariamente complexos. Além disso, ele disse que a sua afirmação era válida «a menos que a equação seja incompleta», querendo dizer com isto que nenhum coeficiente é igual a {\displaystyle 0}. No entanto, quando ele explica em detalhe o que quer dizer, torna-se claro que, de fato, ele acredita que a afirmação dele é válida em todos os casos. Por exemplo, ele mostra que a equação
{\displaystyle x^{4}=4x-3,}
embora incompleta, tem quatro soluções (contadas com multiplicidades):
{\displaystyle 1,1,-1+i{\sqrt {2}}\quad {\text{e }}-1-i{\sqrt {2}}.}
Em 1637, Descartes escreve em La géométrie o que anos antes Harriot havia descoberto - se {\displaystyle a} é raiz de um polinómio, então {\displaystyle x-a} divide o polinómio. Descartes afirmou também que para todas as equações de grau n, podemos imaginar n raízes, mas estas podem não corresponder a quantidades reais.
Uma consequência do teorema fundamental da Álgebra é que qualquer polinómio com coeficientes reais e grau superior a {\displaystyle 0} pode ser escrito como produto de polinómios com coeficientes reais de primeiro ou segundo grau. No entanto, em 1702 Leibniz afirmou que nenhum polinómio do tipo {\displaystyle x^{4}+a^{4}} (com {\displaystyle a} real e não nulo) pode ser obtido sob aquela forma. Anos mais tarde, Nicolaus II Bernoulli (1695-1726) afirmou o mesmo relativamente ao polinómio
{\displaystyle x^{4}-4x^{3}+2x^{2}+4x+4,}
mas recebeu uma carta de Euler em 1742 na qual lhe foi explicado que o seu polinômio era de fato igual a:
{\displaystyle (x^{2}-(2+\alpha )x+1+{\sqrt {7}}+\alpha )(x^{2}-(2-\alpha )x+1+{\sqrt {7}}-\alpha ),}
sendo {\displaystyle \alpha } a raiz quadrada de
{\displaystyle 4+2{\sqrt {7}},}
enquanto que:
{\displaystyle x^{4}+a^{4}=(x^{2}+a{\sqrt {2}}x+a^{2})(x^{2}-a{\sqrt {2}}x+a^{2}).}
Uma primeira tentativa de demonstrar o teorema foi levada a cabo por d'Alembert em 1746, mas na altura a demonstração foi considerada incorrecta. Entre outros problemas, usava implicitamente um teorema (atualmente designado por teorema de Puiseux) que só viria a ser demonstrado um século mais tarde e cuja demonstração se pensava depender do teorema fundamental da álgebra. No entanto, hoje em dia há quem defenda que a demonstração de d'Alembert foi mal compreendida, e que de facto não depende do teorema fundamental da álgebra ou seja, não é circular. Este teorema é hoje em dia considerado inadequado por muitos matemáticos, por não ser fundamental para a álgebra contemporânea.
Outras tentativas foram levadas a cabo por Euler (1749), de Foncenex (1759), Lagrange (1772) e Laplace (1795). Estas últimas quatro tentativas recorreram à tese de Argand; mais precisamente, a existências de raízes era dada como certa e o que faltava provar era que eram da forma {\displaystyle a+bi} para números reais {\displaystyle a} e {\displaystyle b}. Em terminologia moderna, Euler, de Foncenex, Lagrange e Laplace estavam a supor a existência de um corpo de decomposição do polinômio {\displaystyle p(z)}.
No fim do século XVIII foram publicadas duas novas demonstrações que não supunham a existência de raízes. Uma delas, da autoria de James Wood e sobretudo algébrica, foi publicada em 1798 e completamente ignorada. A demonstração de Wood tinha uma falha de natureza algébrica. A outra demonstração foi publicada por Gauss em 1799 e era sobretudo geométrica, mas tinha uma falha topológica. Uma demonstração rigorosa foi publicada por Argand em 1806; foi aqui que, pela primeira vez, o teorema fundamental da Álgebra foi enunciado para polinômios com coeficientes complexos e não apenas para polinómios com coeficientes reais. Gauss publicou mais duas demonstrações em 1816 e uma nova versão da primeira demonstração em 1849.
O primeiro manual universitário a conter uma demonstração do teorema foi o Cours d'analyse de l'École Royale Polytechnique, de Cauchy (1821). A demonstração em questão é a de Argand, embora este não seja mencionado.
Nenhuma das demonstrações até agora mencionadas é construtiva. Foi Weierstrass quem levantou pela primeira vez, em 1891, o problema de encontrar uma demonstração construtiva do teorema. Tal demonstração foi obtida por Hellmuth Kneser em 1940 e simplificada pelo seu filho Martin Kneser em 1981.

## Demonstrações
Todas as demonstrações do teorema envolvem Análise ou, mais precisamente, o conceito de continuidade de uma função real ou número complexa. Algumas funções também empregam derivabilidade ou mesmo funções analíticas. Algumas demonstrações provam somente que qualquer polinómio de uma variável com coeficientes reais tem alguma raiz complexa. Isto basta para demonstrar o teorema no caso geral pois, dado um polinómio {\displaystyle p(z)} com coeficientes complexos, o polinômio:
{\displaystyle q(z)=p(z){\overline {p({\overline {z}})}}}
tem coeficientes reais e, se {\displaystyle z_{0}} for uma raiz de {\displaystyle q(z)}, então {\displaystyle z_{0}} ou o seu conjugado é uma raiz de {\displaystyle p(z)}. Um grande número de demonstrações não algébricas usa o fato de {\displaystyle p(z)} se comportar como {\displaystyle z^{n}} quando {\displaystyle |z|} for suficientemente grande. Mais precisamente, existe algum número real positivo {\displaystyle R} tal que, se {\displaystyle |z|>R}, então:
{\displaystyle |z|^{n}/2<|p(z)|<3|z|^{n}/2}. Seguem-se demonstrações baseadas em Análise, Topologia e Álgebra:

### Demonstrações analíticas
Seja {\displaystyle r>0} tal que {\displaystyle |p(z)|>|p(0)|} quando {\displaystyle |z|\geqslant r} e seja {\displaystyle D} o disco fechado de raio {\displaystyle r} centrado em {\displaystyle 0}. Uma vez que {\displaystyle D} é compacto, a restrição a {\displaystyle D} de {\displaystyle |p|} tem um mínimo; seja {\displaystyle z_{0}} um ponto de {\displaystyle D} onde esse mínimo seja atingido. Então, {\displaystyle z_{0}} não pode estar situado na fronteira de {\displaystyle D}, pois nos pontos {\displaystyle z} da fronteira tem-se {\displaystyle |p(z)|>|p(0)|\geqslant |p(z_{0})|}. Logo, {\displaystyle z_{0}} está no interior de {\displaystyle D} e, portanto, pelo princípio do mínimo, {\displaystyle p(z_{0})=0}. Por outra palavras, {\displaystyle z_{0}} é um zero de {\displaystyle p(z)}.
Outra demonstração analítica pode ser obtida usando o teorema de Liouville. Suponhamos com vista a um absurdo que p(z)≠0 para todo o {\displaystyle z} pertencente a {\displaystyle C}. Como {\displaystyle p(z)} é inteira e não tem raizes, então {\displaystyle 1/p(z)} também é inteira.
Visto que |p(z)|→∞ quando |z|→∞, então existem {\displaystyle M,r>0} tais que {\displaystyle |p(z)|>M} se {\displaystyle |z|>r}. Assim, para {\displaystyle |z|>r}, temos que {\displaystyle 1/|p(z)|<1/M}.
Como {\displaystyle 1/p(z)} é inteira, é contínua em {\displaystyle C} portanto é limitada no compacto |z|≤r. Logo {\displaystyle 1/p(z)} é limitada em {\displaystyle C}. Nestas condições, aplicando o Teorema de Liouville, {\displaystyle 1/p(z)} é constante. Donde, {\displaystyle p(z)} é constante, o que é um absurdo. Logo {\displaystyle p(z)} tem que ser zero para algum valor de z pertencente a C.

### Demonstrações topológicas

Quando r é suficientemente grande, P(z) dá n voltas em torno de 0, quando z percorre uma vez o círculo de raio r em torno de 0.

Em alternativa ao uso do teorema de Liouville na demonstração anterior, pode-se escrever {\displaystyle p(z)} como um polinómio em {\displaystyle z-z_{0}}: há algum número natural {\displaystyle k} e há números complexos {\displaystyle c_{k}}, {\displaystyle c_{k+1},} … , {\displaystyle c_{n}} tais que {\displaystyle c_{k}} ≠ {\displaystyle 0} e que:
{\displaystyle p(z)=p(z_{0})+c_{k}(z-z_{0})^{k}+c_{k+1}(z-z_{0})^{k+1}+} ···{\displaystyle +c_{n}(z-z_{0})^{n}}.
Deduz-se que se {\displaystyle a} for uma raiz de ordem {\displaystyle k} de {\displaystyle -p(z_{0})/c_{k}} e se {\displaystyle t} for positivo e suficientemente pequeno, então {\displaystyle |p(z_{0}+ta)|<|p(z_{0})|}, o que é impossível, uma vez que {\displaystyle |p(z_{0})|} é o mínimo de {\displaystyle |p|} em {\displaystyle D}.
Para outra demonstração topológica, suponha-se que {\displaystyle p(z)} não tem zeros. Seja {\displaystyle r} um número real positivo tal que, quando {\displaystyle |z|=r}, o termo dominante {\displaystyle z^{n}} de {\displaystyle p(z)} domine todos os outros; posto de outro modo, tal que {\displaystyle |z|^{n}>|a_{n-1}z^{n-1}+} ··· {\displaystyle +a_{0}|}. À medida que {\displaystyle z} percorre o círculo {\displaystyle |z|=r} uma vez no sentido directo, {\displaystyle p(z)}, tal como {\displaystyle z^{n}}, dá {\displaystyle n} voltas em torno de {\displaystyle 0} no sentido directo. Por outras palavras, o índice relativamente a {\displaystyle 0} do lacete percorrido por {\displaystyle p(z)} é {\displaystyle n}. No extremo oposto, quando {\displaystyle |z|=0}, o lacete {\displaystyle p(z)} consiste somente no ponto {\displaystyle p(0)}, cujo índice relativamente a {\displaystyle 0} é obviamente {\displaystyle 0}. Se o lacete percorrido por {\displaystyle z} é deformado continuamente entre estes dois extremos, o caminho percorrido por {\displaystyle p(z)} também é continuamente deformado. Como {\displaystyle p(z)} não tem zeros, este caminho nunca passa por {\displaystyle 0} à medida que vai sendo deformado, pelo que o seu índice relativamente a {\displaystyle 0} não pode mudar. No entanto, como o índice passa de {\displaystyle n} para {\displaystyle 0}, isto é absurdo. Logo, {\displaystyle p(z)} tem necessariamente algum zero.

### Demonstração algébrica
Esta demonstração usa somente dois factos cuja demonstração requer Análise ou, mais precisamente, o teorema dos valores intermédios, nomeadamente:
- qualquer polinómio de grau ímpar com coeficientes reais tem pelo menos um zero real;
- qualquer número real não negativo tem alguma raiz quadrada.

Resulta da segunda afirmação que, se {\displaystyle a} e {\displaystyle b} forem números reais, então há números complexos {\displaystyle z_{1}} e {\displaystyle z_{2}} tais que o polinómio {\displaystyle z^{2}+az+b} é igual a {\displaystyle (z-z_{1})(z-z_{2})}.
Como já foi observado, basta demonstrar que o teorema é válido para polinómios {\displaystyle p(z)} com coeficientes reais. O teorema pode ser demonstrado por indução relativamente ao menor inteiro não negativo {\displaystyle k} tal que {\displaystyle 2^{k}} divide o grau {\displaystyle n} de {\displaystyle p(z)}. Seja {\displaystyle F} um corpo de decomposição de {\displaystyle p(z)} (visto como um polinómio com coeficientes complexos); por outras palavras, o corpo {\displaystyle F} contém C e há elementos {\displaystyle z_{1}}, {\displaystyle z_{2}}, …, {\displaystyle z_{n}} de {\displaystyle F} tais que
{\displaystyle p(z)=(z-z_{1})(z-z_{2})} ··· {\displaystyle (z-z_{n})}.
Se {\displaystyle k=0}, então {\displaystyle n} é ímpar e, portanto, {\displaystyle p(z)} tem alguma raiz real. Suponha-se agora que {\displaystyle n=2^{k}m} (com {\displaystyle m} ímpar e {\displaystyle k>0}) e que o teorema já se encontra demonstrado no caso em que o grau do polinómio é da forma {\displaystyle 2^{k-1}m'} com {\displaystyle m'} ímpar. Para um número real {\displaystyle t}, seja:
{\displaystyle q_{t}(z)=\prod _{1\leq i<j\leq n}\left(z-z_{i}-z_{j}-tz_{i}z_{j}\right)}.
Então os coeficientes de {\displaystyle q_{t}(z)} são polinómios simétricos nos {\displaystyle z_{i}} com coeficientes reais. Logo, podem ser expressos como polinómios com coeficientes reais nos polinómios simétricos elementares, ou seja, em {\displaystyle -a_{1}}, {\displaystyle a_{2}}, …, {\displaystyle (-1)^{n}a_{n}}, pelo que {\displaystyle q_{t}} tem, de facto, coeficientes reais. Além disso, o grau de {\displaystyle q_{t}} é igual a {\displaystyle n(n-1)/2=2^{k-1}m(n-1)}, e {\displaystyle m(n-1)} é ímpar. Logo, pela hipótese de indução, {\displaystyle q_{t}} tem alguma raiz real; por outras palavras, {\displaystyle z_{i}+z_{j}+tz_{i}z_{j}} é real para dois elementos distintos {\displaystyle i} e {\displaystyle j} de {{\displaystyle 1}, …, {\displaystyle n}}. Como há mais números reais do que pares {\displaystyle (i,j)}, é possível encontrar números reais distintos {\displaystyle t} e {\displaystyle s} tais que {\displaystyle z_{i}+z_{j}+tz_{i}z_{j}} e {\displaystyle z_{i}+z_{j}+sz_{i}z_{j}} sejam reais (para os mesmos {\displaystyle i} e {\displaystyle j}). Consequentemente, tanto {\displaystyle z_{i}+z_{j}} como {\displaystyle z_{i}z_{j}} são números reais e, portanto, {\displaystyle z_{i}} e {\displaystyle z_{j}} são números complexos, pois são raízes do polinómio {\displaystyle z^{2}-(z_{1}+z_{2})z+z_{1}z_{2}}.

## Corolários
Visto que o teorema fundamental da Álgebra afirma que o corpo dos números complexos é algebricamente fechado, decorre do teorema que qualquer enunciado válido para aqueles corpos aplica-se, em particular, aos números complexos. Eis mais algumas consequências daquele teorema, relativas ou ao corpo dos números reais ou à relação entre aquele corpo e o dos números complexos:
- O corpo dos números complexos é a aderência algébrica do corpo dos números reais.
- Qualquer polinómio de uma variável {\displaystyle x} com coeficientes reais é produto de uma constante, polinómios da forma {\displaystyle x+a} com {\displaystyle a} real e polinómios da forma {\displaystyle x^{2}+ax+b} com {\displaystyle a} e {\displaystyle b} reais e {\displaystyle a^{2}-4b<0} (que é o mesmo que dizer que o polinómio {\displaystyle x^{2}+ax+b} não tem raízes reais).
- Qualquer função racional de uma variável {\displaystyle x}, com coeficientes reais, pode ser escrita como a soma de uma função polinomial com funções racionais da forma {\displaystyle a/(x+b)^{n}} (onde {\displaystyle n} é um número natural e {\displaystyle a} e {\displaystyle b} são números reais) e funções racionais da forma {\displaystyle (ax+b)/(x^{2}+cx+d)^{n}} (onde {\displaystyle n} é um número natural e {\displaystyle a}, {\displaystyle b}, {\displaystyle c} e {\displaystyle d} são números reais tais que {\displaystyle c^{2}-4d<0}). Um corolário disto é que qualquer função racional de uma variável com coeficientes reais tem alguma primitiva elementar.
- Qualquer extensão algébrica do corpo dos números reais é isomorfa àquele corpo ou ao corpo dos números complexos.